# Henri Louveau
Henri Louveau (Suresnes, 25 januari 1910 – Orléans, 7 januari 1991) was een Formule 1-coureur uit Frankrijk. Hij nam in 1950 en 1951 deel aan 2 Grands Prix voor het team Lago-Talbot, maar scoorde hierin geen punten. Hij werd tweede in de 24 uur van Le Mans 1949.